# Municipio de Ciudad Ixtepec
El Municipio de Ciudad Ixtepec es uno de los 570 municipios en que se encuentra dividido el estado mexicano de Oaxaca, ubicado en el sureste del estado en el Istmo de Tehuantepec, su cabecera es Ciudad Ixtepec.

## Geografía
El municipio de Ciudad Ixtepec se encuentra en el sureste del estado de Oaxaca en la región del Istmo de Tehuantepec, sus coordenadas geográficas son 16° 30' - 16° 42' de latitud norte y 95° 00' - 95° 10' de longitud oeste, teniendo una extensión territorial de 229.65 kilómetros cuadrados y fluctuando la altitud de su territorio de los 500 y 0 metros sobre el nivel del mar.
Limita al norte con el municipio de El Barrio de la Soledad, al este y sur con el municipio de Asunción Ixtaltepec, al suroeste con el municipio de Magdalena Tlacotepec y al oeste con el municipio de Santo Domingo Chihuitán.

## Demografía
De acuerdo con los resultados del Censo de Población y Vivienda de 2020 realizado por el Instituto Nacional de Estadística y Geografía la población total del municipio de Ciudad Ixtepec es de 28 082 habitantes, de los que 47.4% son hombres y 52.6% son mujeres.

### Localidades
En el municipio de Ciudad Ixtepec se localizan 23 localidades, las principales y su población en 2010 se enlistan a continuación:
| Localidad         | Población |
| Total Municipio   | 28,082    |
| Ciudad Ixtepec    | 27,306    |
| Colonia Niza Luba | 235       |
| Guie Do Baa       | 145       |

## Política
El gobierno de Ciudad Ixtepec corresponde al ayuntamiento, éste es electo por el principio de partidos políticos, vigente en 146 municipios de Oaxaca, a diferencia del sistema de usos y costumbres vigente en los restantes 424, por tanto su elección es como en todos los municipios mexicanos, por sufragio directo, universal y secreto para un periodo de tres años no renovables para el periodo inmediato pero si de forma no consecutiva, el periodo constitucional comienza el día 1 de enero del año siguiente a su elección. El Ayuntamiento se integra por el presidente municipal, dos Síndicos y un cabildo formado por ocho regidores.

### Subdivisión administrativa
El municipio de divide en cuatro agencias municipales.

### Representación legislativa
Para la elección de diputados locales al Congreso de Oaxaca y de diputados federales a la Cámara de Diputados federal, Ciudad Ixtepec se encuentra integrado en los siguientes distritos electorales:
Local:
- Distrito electoral local de 19 de Oaxaca con cabecera en Salina Cruz.[6]

Federal:
- Distrito electoral federal 7 de Oaxaca con cabecera en Ciudad Ixtepec.[7]

## Presidentes Municipales
| Nombre                              | Período     | Partido |
| ----------------------------------- | ----------- | ------- |
| José Melendez Valencia              | 1978 - 1980 |         |
| Humberto Del Puerto Velázquez       | 1981 - 1983 |         |
| Gilberto Melendez Valencia          | 1984 - 1986 |         |
| Luis Enríquez Habib                 | 1987 - 1989 |         |
| Marino Ordaz López                  | 1990 - 1992 |         |
| Roberto Nacif Zaade                 | 1993 - 1995 |         |
| Rosario Villalba Couder             | 1996 - 1998 |         |
| Jorge Zarif Zetuna Curioca          | 1999 - 2001 |         |
| Adolfo Toledo Infanzón              | 2002 - 2004 |         |
| Neguib Tadeo Manrique Madariaga (†) | 2005 - 2006 |         |
| Felipe Girón Villalba               | 2006 - 2007 |         |
| Gabino Guzmán Palomec               | 2008 - 2010 |         |
| Félix Antonio Serrano Toledo        | 2011 - 2013 |         |
| Gabriela López Olivera López        | 2013        |         |
| Eduardo Pedro Reyes                 | 2014 - 2016 |         |
| Félix Antonio Serrano Toledo        | 2017 - 2018 |         |
| Rogelio Cheng López                 | 2019 - 2021 |         |
| Gabriela López Olivera López        | 2022 - 2024 |         |
| Roberto Carlos Gómez Morales        | 2025 - 2027 |         |